# S-44 (潜水艦)
|          |                                                 |
| 艦歴     |                                                 |
| 発注     |                                                 |
| 起工     | 1921年2月19日                                   |
| 進水     | 1923年10月27日                                  |
| 就役     | 1925年2月16日                                   |
| 退役     |                                                 |
| その後   | 1943年10月7日に戦没                             |
| 除籍     |                                                 |
| 性能諸元 |                                                 |
| 排水量   | 水上 850トン 水中 1,126トン                     |
| 全長     | 225 ft 3 in                                     |
| 全幅     | 20 ft 8 in                                      |
| 吃水     | 16 ft (5m)                                      |
| 機関     |                                                 |
| 最大速   | 水上14.5ノット (27 km/h) 水中11ノット (20 km/h) |
| 乗員     | 士官、兵員42名                                  |
| 兵装     | 4インチ砲1門 21インチ魚雷発射管4門              |

S-44 (USS S-44, SS-155) は、アメリカ海軍の潜水艦。S級潜水艦の1隻である。

## 艦歴
S-44は1921年2月19日にマサチューセッツ州クインシーのベスレヘム造船株式会社で起工した。1923年10月27日にH・E・グリーシェーバー夫人によって命名、進水し、1925年2月16日に艦長A・H・ベイトマン大尉の指揮下就役した。
就役後1925年の夏はニューイングランド沖で活動する。8月後半にコネチカット州ニューロンドンを出航しパナマ運河に向かい、9月5日にココ・ソロに到着、第19潜水戦隊 (SubDiv 19) に加わる。部隊で S-44は1927年の春まで訓練、艦隊演習および陸海軍合同演習、カリブ海や太平洋、ラテンアメリカの港への親善訪問を行う。1927年春から1930年12月まで部隊と共にカリフォルニア州サンディエゴ沖での作戦活動に従事し、その間ハワイ水域での演習「フリート・プロブレム」に2度参加した。
1930年12月に S-44はハワイに移動し、第11潜水戦隊 (SubDiv 11) に配属、真珠湾を母港として4年間活動する。その後サンディエゴに帰還し、1937年にはココ・ソロに移動する。
1941年の春、第二次世界大戦へのアメリカの関与が大きくなると共に、パナマに派遣されていたSボートはオーバーホールのため東海岸への帰還を命じられた。S-44は姉妹艦の S-42 (USS S-42, SS-153) 、S-46 (USS S-46, SS-157) とともにニューロンドンに移動し、11月にはペンシルベニア州フィラデルフィアに移動、同地で作業は完了した。
オーバーホール後の公試は1942年まで行われ、1月7日に S-44はパナマへ向かう。1月16日に到着し、24日に S-21 (USS S-21, SS-126) 、S-26 (USS S-26, SS-131) 、S-28 (USS S-28, SS-133) 、と共にバルボアを出航、運河の西入口を警戒した。同夜、S-26は駆潜艇 PC-460と衝突、沈没した。S-44は S-26の救助作業に従事した。
所属部隊の第53潜水戦隊はパナマから太平洋南西部への移動を命じられた。3月初めに出航し、4月半ばにブリスベンに到着する。S-44は4月24日にモートン湾から最初の哨戒に出撃した。3日後、左舷のエンジンが停止する。しかしながら乗員たちの36時間に及ぶ修理により回復し、S-44は作戦活動を継続した。4月29日から日中は潜航し、夜間に浮上、バッテリーの充電と艦内の換気を行った。5月2日までに哨戒海域のニューブリテン島とニューアイルランド島の間に到達する。6日後、雨のもやの中船影を観測し、2発の魚雷を発射したものの命中せず、再攻撃のため接近を試みたが、船は間もなく姿を消した。翌日の午後、S-44はアドラー湾東で敵駆逐艦への接近を試みたが、これもすぐに引き離されることとなった。5月10日、セントジョージ岬沖で別の標的に接近したものの、敵に発見され攻撃を受けた。
5月12日の午後遅く、セントジョージ岬から15マイル (24 km) の海域で商船および機雷敷設艦を観測した。当初天候および艦の位置、敵艦の航路は S-44にとって最適であった。4発の魚雷を発射し2発が機雷敷設艦沖島を救援中の貨物船松栄丸（松岡汽船、5,644トン）命中、松栄丸は沈没し、S-44はその後潜航した。松栄丸の護衛艦はS-44の攻撃に移り16発以上の爆雷を投下したが、至近距離で爆発したものはなかった。5月14日に S-44は帰路に就き、5月23日にブリスベンに到着した。
オーバーホールの後6月7日に S-44はモートン湾を出航し、再びソロモン諸島へと向かった。その週の内にガダルカナル島沖での哨戒に入り、同島からサボ島、フロリダ島沖を哨戒した。数日後ガダルカナル島南方へ向かい、6月21日に特設砲艦京城丸（朝鮮郵船、2,626トン）に2発の魚雷を発射、これを撃沈した。爆発と破片の雨および日本軍機の攻撃で S-44は潜航を強いられた。14:15、S-44は砲艦に魚雷を発射した。14:18に敵機が爆弾を投下、これが司令塔の至近距離で爆発し30ガロンの海水が流入、測深機、ジャイロコンパスおよび製氷機を破損し海水の漏出が始まった。S-44 の1番潜望鏡は損傷したものと思われたが、修理のため浮上すると日本兵のコートが引っかかっていたことが判明した。
3日後、S-44はルンガ水道にあった。6月26日に天候が悪化し、S-44が帰路に就くまで一帯は悪天候に覆われた。S-44は6月29日に哨戒海域を離れ、7月5日にモートン湾に帰還した。
S-44は7月24日にブリスベンを出航、再び哨戒に向かった。曇天が辺りを覆い、スコールが始まった。7月31日にラバウル島とツラギ島間の航路の哨戒を始めた。翌日 S-44はセントジョージ岬沖で船団を確認する。しかしながら海の激しいうねりが深度のコントロールと速度の上昇を妨げ、船団を攻撃することは出来なかった。その後セントジョージ岬からニューアイルランド島東岸へ移動し、そこから北の岬およびカビエンに向かい、そこで待機した。

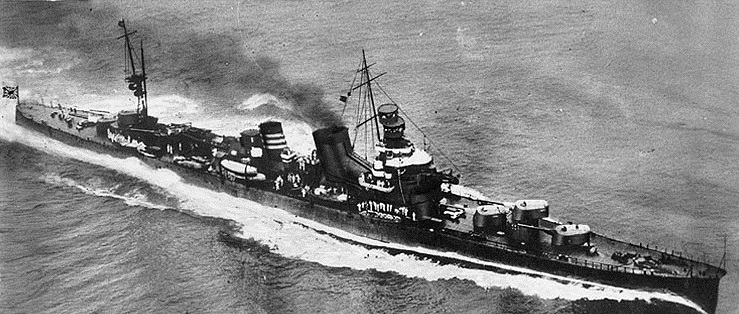
重巡洋艦加古

8月7日、連合軍部隊はガダルカナル島、ツラギ島、ガブツ島およびフロリダ島への上陸を開始した。8月9日、サボ島沖で日本軍の第八艦隊は連合軍艦隊に対して太平洋戦争における最悪の打撃の1つを与えた。翌朝、日本軍の重巡洋艦がカビエンに接近した。
07:50、S-44はおよそ900ヤード (800 m) を航行する4隻の重巡洋艦を視認する。08:06に700ヤード (600 m) の距離から4発の魚雷を巡洋艦の後方に向けて発射した。08:08までに4発の魚雷は全て爆発した。重巡洋艦加古に命中しこれを撃沈した。S-44は海域の離脱を始めた。08:12までに日本の駆逐艦は爆雷攻撃を始めたが、それは徒労に終わった。
3日後、S-44は再び激しいうねりと戦うこととなった。艦首部分に損傷を受け、索具を装着するのに3時間を要した。S-44は8月23日にブリスベンで停泊した。
9月17日、S-44は第4の哨戒を始めた。翌日、前部バッテリー室区画において水素による火災が発生したが、3分で鎮火した。9月22日、 S-44は夜間のみの浮上を始める。2日後にファイシ島からガダルカナル島への補給を行う日本船団を迎え撃つためニュージョージア島沖での哨戒を始めた。この哨戒中、S-44の敵船探索は日本軍の航空機および対潜水上艦によって妨げられ、その作戦活動能力は爆雷攻撃による損害と物資の欠乏によって制限されていた。
10月4日の朝、 S-44は敵駆逐艦に損傷を与え、敵の集中的な爆雷攻撃を小破のみで切り抜けた。翌日潜航したとき、艦内に水が流入する。S-44は浮上して誘導バルブの修理を行い、その後50フィート (15 m) の深さに潜航した。漏水は機関室および魚雷室のフラップで発見された。魚雷室の漏水は止められたが、機関室は水が吹き込み2基のモーターにかかり続けた。1時間以内に4隻の日本軍駆逐艦がその海域に移動してきた。S-44は70フィート (21 m) まで潜航し、漏水は激しくなった。モーターはキャンバスとシート・ゴムで覆われ、乗組員たちは駆逐艦が艦上を通過するのを待った。敵艦が海域を離脱すると、S-44は55フィート (17 m) まで移動、フラップ部分の修理が行われた。その夜、S-44はサンタイサベル島沖で浮上し、さらなる修理が行われた。真夜中までに S-44は哨戒海域に戻った。10月7日に天候が悪化し、8日に S-44は哨戒海域を離れ、14日にモートン湾に到着した。
1ヶ月後、S-44はブリスベンを出航し帰国の途に就いた。1943年1月初めに S-44はパナマ運河を通過し、カリブ海を横断して大西洋沿岸を北上、フィラデルフィアに向かった。同地で4月から6月までオーバーホールを行い、7月にパナマ運河を通過、カリフォルニア州サンディエゴを経由してアリューシャン列島へ向かった。
S-44は9月16日にダッチハーバーに到着した。9月26日にアッツ島を出航、最後の哨戒に向かう。哨戒海域の北千島列島に向かう途中、日本軍の哨戒機に発見され攻撃を受ける。この戦闘では損傷を受けることなく、S-44は西へと巡航を継続した。10月7日の夜、レーダーで「小型商船」を観測し、攻撃のため浮上して接近した。「幸光丸」（1520トン）を護衛していた海防艦「石垣」が「S-44」を発見して砲撃を開始し、砲戦が開始された。艦長ブラウン少佐は潜航を命じたものの「S-44」は浮上したままであった。連続して被弾し、ブラウン少佐が総員退艦を命じるとともに、枕カバーが降伏の白旗として前部バッテリー室のハッチに掲げられた。しかし、「石垣」は砲撃を継続し、「S-44」は沈没した。海中に飛び込んだ8名のうち2名のみが「石垣」に救助され、艦長以下61名が戦死した。
救助された水雷担当下士官のアーネスト・A・デューヴァおよび三等無線士ウィリアム・F・ホワイトモアは幌筵島に連れて行かれ、続いて大船の海軍兵士の収容所で尋問を受けた。その後二人は大戦の終了まで足尾銅山での労役に就き、戦後本国に送還された。
S-44は第二次世界大戦中の戦功で2個の従軍星章を受章した。 
S-44を沈めた石垣は、1944年5月31日にヘリング (USS Herring, SS-233) の雷撃によって沈められた。